# Saint-Preux
Pour les articles homonymes, voir Saint-Preux (homonymie) et Langlade.
 (novembre 2012).
Saint-Preux, pseudonyme de Christian Langlade, est un compositeur, pianiste et chef d'orchestre français né le 1er août 1948 dans le 11e arrondissement de Paris.
Il est le père de Clémence Saint-Preux.

## Biographie
Christian Langlade, futur Saint-Preux, naît le 1er août 1948 dans le 11e arrondissement de Paris.
Il se fait connaître à l'âge de 21 ans par sa participation au Festival de Sopot de 1969 où il dirige un orchestre symphonique dans l'interprétation de sa composition La Valse de l'enfance.
Dans le même temps, deux de ses compositions connaissent un grand succès auprès du public : Concerto pour une voix, interprété par Danielle Licari, et Le Piano sous la mer.
S'il utilise sa voix ou chante quelquefois dans les premiers albums, cela cesse après l'album Samara en 1976.
Pour l'Unicef, il crée en 1986  Les Cris de la Liberté, un hymne pour les droits de l’Homme et de l'Enfant.

## Discographie

### Singles
- 1967 : Je vais pleurer sur ma tombe - L'Orage - L'Invasion des corbeaux - J'ai la paix dans l'âme
- 1968 : Une étrange musique - Je ne suis plus
- 1968 : Le Francophonissime (générique de ce jeu télévisé)
- 1968 :  La Vendée, ma France - Je ne vis que pour toi - Fille de roi - Nous partirons ensemble
- 1969 :  La Valse de l'enfance - Une fleur, un sourire, un baiser
- 1970 :  Adagio romantique - Double Concerto
- 1971 : Toccata - Choral et Fugue
- 1972 :  Le piano sous la mer - Le voyage
- 1972 :  L'ivresse des profondeurs - La rencontre
- 1973 :  La Passion - Impressions
- 1974 :  Aria - Thème du garçon
- 1975 :  Your Hair - Le Rêve
- 1975 :  Missa amoris - Tristitia
- 1976 : The Sun is Gonna Rain - Ballade of love
- 1977 :  Feel good - Where angels go
- 1978 :  Expression I - Expression VII
- 1979 :  Save me Atlantis - Sunken continent
- 1979 :  Concerto pour elle - Variations étranges
- 1980 :  Un été 80 - Sonate
- 1981 :  No more Nadine - Entre le rêve et l'oubli
- 1982 :  Le monde un matin - Le premier levé
- 1983 :  Ecstasy - le piano d'Abigail 1
- 1984 :  Symphonie rêvée - Symphonie éternelle
- 1991 :  Phytandros - Aria de Syrna
- 1994 :  The last opera - le rêve
- 1995 :  Concerto pour une voix - Rhapsodie
- 1996 :  Terra Mondo - La tourmente
- 1998 :  My Prophecy (album, hip hop, instrumental)
- 2005 :  Concerto pour deux voix (chanté, instrumental et making of)

### Albums, compilations
- 1970 : Concerto pour une voix (album)
- 1972 : Le Piano sous la mer (album)
- 1973 : La Passion (album)
- 1974 : La Fête triste (coffret de 2 x 33 tours)
- 1975 : Missa Amoris (album)
- 1976 : Samara (album)
- 1977 : Feel Good - Concerto pour piano (album)
- 1977 : Symphonie pour la Pologne (album)'
- 1978 : Expression (album)
- 1979 : Atlantis (album)
- 1979 : Le Piano enchanté (compilation)
- 1980 : Confidence (compilation)
- 1981 : To be or not (album)
- 1983 : Le Piano d'Abigaïl (album)
- 1986 : Odyssée (album)
- 1987 : Invitation à Paris (compilation)
- 1989 : Les Cris de la Liberté (compilation)
- 1989 : 20 ans (double compilation)
- 1991 : Phytandros (album)
- 1994 : The Last Opera (album)
- 1999 : Free Yourself (album)
- 2005 : Concerto pour deux voix (compilation)
- 2007 : Jeanne la romantique  (album)
- 2009 : À la demande du violoniste Ivry Gitlis, Saint-Preux compose un nocturne pour violon [réf. nécessaire]
- 2009 : Le Désir (compilation)